# Robbie Keane
Robert David "Robbie" Keane (8. července 1980, Dublin, Irsko) je bývalý irský fotbalový útočník a reprezentant Irska.

## Klubová kariéra
Profesionální kariéru začal ve Wolverhamptonu Wanderers, kde hned při prvním startu v 17 letech vstřelil dvě branky. Působil v Coventry City a poté dokonce v Interu Milán, tam se ale neprosadil a hostoval v Leedsu. Poté do Leedsu odešel na přestup. Od roku 2002 působil 6 let v Tottenhamu Hotspur. V létě roku 2008 ho vykoupil Liverpool, tam se ale neprosadil tak, jak si vedení Reds představovalo a hned v zimě se pakoval za podstatně nižší částku zpět do Londýna. Na dřívější úspěchy se mu nepodařilo navázat a odešel na hostování nejdříve do Celtiku a poté do West Hamu. V červenci 2011 přestoupil do Los Angeles Galaxy za částku pohybující se okolo 2,2 miliónu liber.
Keane je devátý nejlepší střelec v historii Tottenhamu Hotspur a desátým nejlepším střelcem Barclays Premier League.[zdroj?]

## Reprezentace
V kvalifikaci na EURO 2012 vstřelil v základní skupině B 4 góly a společně s arménským hráčem Gevorgem Ghazarjanem byl druhým nejlepším střelcem tohoto kvalifikačního cyklu (za Henrichem Mchitarjanem s 5 góly). Irsko se umístilo s 21 body na konečné druhé příčce tabulky za prvním Ruskem a postoupilo do baráže o EURO 2012.
V irské reprezentaci přesáhl hranici 50 branek a stal se tak nejlepším střelcem v historii irského národního týmu. Plnil roli kapitána mužstva. 7. června 2013 nastoupil ke svému 126. reprezentačnímu startu (za irské A-mužstvo) a překonal tak o jeden zápas Shay Givena. Zároveň se posunul na hranici 59 vstřelených gólů díky hattricku do sítě týmu Faerských ostrovů, když zařídil vítězství Irska 3:0 v kvalifikačním utkání na MS 2014.